# Лежнева, Юлия Михайловна
Ю́лия Миха́йловна Ле́жнева (род. 5 декабря 1989, Южно-Сахалинск) — российская оперная певица (сопрано). С 2007 года выступает с концертами на крупных европейских и мировых площадках. Эксклюзивная артистка звукозаписывающей фирмы Decca Records. В репертуаре певицы оперные арии и песни на немецком, итальянском, французском и русском языках.

## Биография

### Ранние годы, образование и победы на музыкальных конкурсах
Родилась в 1989 году на Сахалине в семье потомственных геофизиков, по отцовской линии имеет русские корни, а по материнской линии — татарские. С 5 лет начала учиться игре на фортепиано и пению. В 2004 году она окончила Музыкальную школу № 28 имени А. Гречанинова (класс вокала Т. В. Черкасовой).
В 2008 году с отличием окончила Академический музыкальный Колледж при Московской Государственной Консерватории им. П. И. Чайковского по классу вокала (класс И. М. Журиной) и фортепиано (класс Е. Д. Цветковой). Будучи студенткой колледжа, Лежнева совершенствовала вокальное мастерство на мастер-классах Елены Образцовой в Санкт-Петербурге в 2007 году и в академии Россини в Пезаро (Италия) у Альберто Дзедда в 2008 году.
Лежнева завоевала Гран-при на двух международных конкурсах Елены Образцовой: I конкурсе юных вокалистов в 2006 году и VI конкурсе молодых оперных певцов в 2007 году. Певице тогда же был присуждён приз зрительских симпатий и приз телеканала СТО. В 16 лет Лежнева дебютировала на сцене Большого зала Московской консерватории в «Реквиеме» Моцарта с Московским государственным академическим камерным хором под управлением Владимира Минина и Государственным камерным оркестром «Виртуозы Москвы» (художественный руководитель — Владимир Спиваков).
С 2008 по 2010 год обучалась в Международной академии вокала в Кардиффе (Великобритания) у тенора Денниса О’Нилла. Певица также принимала участие в мастер-классах Ричарда Бонинга, Карло Рицци, Джона Фишера, Кири Те Канава, Илеаны Которубас, Ребекки Эванс, Важи Чачавы, Тересы Бергансы, Томаса Квастхоффа и Чечилии Бартоли.
В июне 2008 года в испанском Сантьяго-де-Компостела Лежнева исполнила партию сопрано в концерте и аудиозаписи «Мессы си минор» И. С. Баха с Марком Минковски и оркестром «Музыканты Лувра». В 2009 году Лежнева стала победительницей международного конкурса молодых вокалистов имени Мирьям Хелин, будучи самой молодой участницей в истории конкурса.
В октябре 2010 года Лежнева стала победительницей Международного оперного конкурса в Париже, исполнив в финале арии Россини на сцене театра Елисейских полей.

### Профессиональная карьера
После победы на международном конкурсе Елены Образцовой в 2007 году Лежневу прослушал в Москве французский дирижёр Марк Минковски, после чего он пригласил её на Зальцбургский фестиваль, а затем и на другие крупные музыкальные проекты.
Международная карьера Лежневой стартовала с выступления в Лондоне на вручении премии Classical Brit Awards в Альберт-холле, где Юлия пела по приглашению оперной примы Кири Те Канавы. В августе 2008 года на 29-м фестивале Россини (Пезаро, Италия) Лежнева с успехом выступила на концерте-открытии вместе с тенором Хуаном Диего Флоресом под руководством Альберто Дзедда. На закрытии того же фестиваля Лежнева исполнила партию сопрано в «Stabat Mater» Россини с Пражским камерным хором и оркестром театра Валенсии под управлением дирижёра Дзедды. По итогам 2008 года Лежнева стала обладательницей Российской молодёжной премии «Триумф» за вклад в культуру и искусство.
17 апреля 2010 года Лежнева выступила на Главной площади Кракова в концерте, посвящённом памяти президента Польши Леха Качиньского и его супруги Марии. Певица исполнила партию сопрано в Реквиеме Моцарта с Оркестром «Sinfonietta Cracovia», Краковской Королевской капеллой.
Исполнение Лежневой роли Кайо в опере Вивальди «Ottone in villa» c ансамблем «Il Giardino Armonico» под управлением Джованни Антонини в рамках европейского концертного турне и записи 2010 года, а также дебютный сольный концерт на Зальцбургском фестивале 2010 года с оркестром «Моцартеум» имели резонанс в международной прессе.
13 мая 2010 года по приглашению Кири Те Канава стать её преемницей Лежнева исполнила финальную арию Елены из оперы Россини «Дева озера» в Королевском Альберт Холле (Лондон, Великобритания) на церемонии вручения престижной британской награды «Classical Brit Awards» в области классической музыки.
Первый сольный диск Лежневой, выпущенный в 2011 году лейблом «Naïve» — арии Россини с оркестром «Sinfonia Варшава» — получил первое место во французских классических чартах и стал обладателем нескольких крупнейших международных наград, включая Diapason d’Or de L’Année и специальной премии журнала Граммофон «Editor’s Choice». Основные выступления сезона 2010—2011 — в роли Фьордилиджи в концертном исполнении «Così fan tutte» Моцарта с оркестром «Музыканты Лувра» в рамках турне по Франции, оперный дебют в театре Ля Монне (Брюссель, Бельгия) в роли Пажа «Урбан» оперы «Гугеноты» Дж. Мейербера (режиссёр-постановщик — Оливье Пи), концертное исполнение опер «Соловей» Стравинского и «Иоланта» Чайковского на Зальцбургском фестивале наряду с Анной Нетребко с оркестром Моцартеум (дирижёр — Айвор Болтон), Месса до-минор Моцарта (дирижёр — Джованни Антонини) также на Зальцбургском фестивале, и американский дебют в Реквиеме Моцарта с Луи Лангре и «Mostly Mozart Festival Orchestra» в Линкольн-центре. Оперный дебют в театре «Ла Монне» принёс певице одну из престижных международных оперных наград — немецкий журнал Opernwelt удостоил её звания «Молодая певица года» (2011).
В сезоне 2011—2012 годах Лежнева дебютировала с Кливлендским оркестром под управлением Франца Вельзер-Мёста в Большой мессе Моцарта. Концертное турне по Европе с несколькими сольными программами, в том числе с программой из арий Генделя в Гренобле, Лозанне и Берлинской государственной опере, а также турне «Моцарт Арии из опер Да Понте» в сотрудничестве с оркестром «Музыканты Лувра» приесли певице новый успех у публики и прессы. Лежнева исполнила роль Тразимеда в европейском турне (Краков, Кан и Венский Концертхаус) и осуществила запись оперы «Оракул в Мессении» А. Вивальди для «Virgin/EMI Classics». 23 марта 2012 состоялся концерт с Филиппом Жарусски под руководством Диего Фасолиса и оркестра «I Barrochisti» в Ноймаркте (Германия) в рамках специального дуэтного проекта. В том же году Лежнева с успехом исполнила арию Елены из оперы «Девы озера» Россини на церемонии Victoires de la Musique Classique. В Гала-вечере также принимали участие Рене Флеминг, Натали Дессей, Филипп Жарусски и Натали Штуцман.
На зимнем зальцбургском фестивале «Неделя Моцарта» в 2012 году Лежнева исполнила второе сопрано в «Magnificat» Баха и партию сопрано соло Litanie KV243 Моцарта с оркестром «Музыканты Лувра».
В сезоне 2012—2013 вышел новый сольный альбом певицы «Аллилуйя» под лейблом Decca Classics, на котором записаны четыре виртуозных сольных мотета 18-го века — А. Вивальди, Г. Ф. Генделя, Н. Порпора и В. А. Моцарта — вместе с ансамблем Il Giardino Armonico под руководством Джованни Антонини. Альбом получил множество международных премий и восторженные отклики в прессе, в том числе в Великобритании («Выбор Редактора» журнала Граммофон), Германии (премия ECHO-Klassik 2013, статьи NDR, BR, WDR5, SWR, FAZ, Die Welt, Esslinger Zeitung, Berliner Zeitung, Die Zeit и др.) Австрии (Kleiner Zeitung, Wiener Zeitung), Нидерландах (Luister 10*), Франции (France Musique, Radio Classique, Diapason) Австралии (SoundslikeSidney), Новой Зеландии (New Zealand Herald), США (San Fransisco Chronicle) и России (А.Парин — Музыкальная жизнь).
В 2017 году Юлия Лежнева и Михаил Антоненко нашли в Берлинской государственной библиотеке партитуры немецкого композитора XVIII столетия Карла Генриха Грауна и совместно записали новый альбом для Decca Records. Были выбраны 11 арий и увертюра. Альбом, записанный вместе с оркестром Concerto Köln под управлением дирижёра Антоненко, был назван «диском месяца» в Германии, Голландии, Франции и Австралии, певица совершила концертный тур с этой программой по 110 городам Европы.

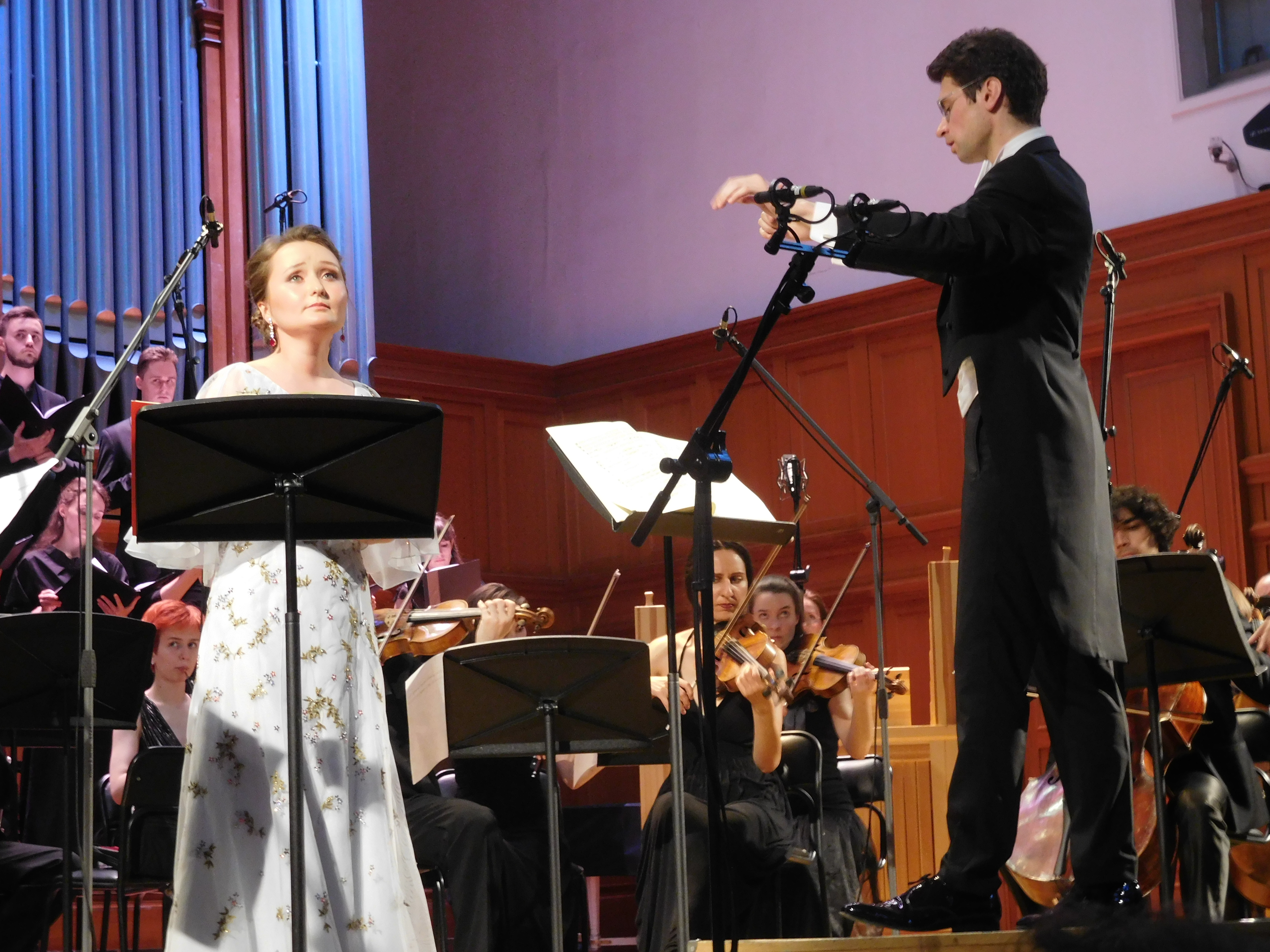
Юлия Лежнева и дирижёр Михаил Антоненко на концерте Моцарт-гала. Москва, БЗК, 30 мая 2018

30 мая 2018 года в Большом зале Московской консерватории Лежнева в сопровождении Государственного академического камерного оркестра России и вокального ансамбля Intrada на концерте Моцарт-гала исполнила арии из опер Моцарта. 2 июля 2018 года в Концертном зале Мариинского театра Лежнева исполнила произведения Моцарта в сопровождении оркестра Мариинки в рамках фестиваля «Звёзды белых ночей» — по приглашению Валерия Гергиева.

## Сотрудничество
C 2007 года Лежнева выступает с пианистом и дирижёром Михаилом Шехтманом в России и Европе, в том числе — на открытии 55-го Фландрского фестиваля в Генте (Бельгия) и на закрытии 32-го Международного фестиваля в Торроэлья-де-Монгри (Испания).
В течение многих сезонов Лежнева продолжает своё сотрудничество с Зальцбургским музыкальным фестивалем. Исполнение певицей партии Астерии в опере «Тамерлан» Генделя в Grosses Festspielhaus (Большой Фестивальный зал) имело успех у публики и получило положительные отзывы в прессе. Партнёрами Юлии в этом проекте выступили Пласидо Доминго, Бежун Мета и Франко Фаджоли, оркестр «Музыканты Лувра».
Лежнева сотрудничает с такими дирижёрами, как Джованни Антонини, Альберто Дзедда, Филипп Эрревеге, Франц Вельзер-Мёст, Роджер Норрингтон, Рене Якобс, Луи Лангре, Фабио Бьонди, Жан-Кристоф Спинози, Диего Фазолис, Андре Маркон, Владимир Федосеев, Владимир Минин. Её партнёрами по сцене были Пласидо Доминго, Анна Нетребко, Кири Те Канава, Елена Образцова, Хуан Диего Флорес, Джойс ДиДонато, Хосе Каррерас, Филипп Жарусски, Макс Эммануэль Ценчич, Беджун Мета, Франко Фаджоли, Натали Штуцман, Диляра Идрисова, Вивика Жено и другие.
В ноябре 2011 года Лежнева заключила эксклюзивный договор с британской звукозаписывающей фирмой Decca Records.

## В концертных залах мира
Лежнева выступает в таких залах, как Роял Альберт Холл и Барбикан в Лондоне, «Эвери Фишер Холл» Линкольн Центра в Нью-Йорке, Амстердамский Концертгебау, театр Елисейских Полей, театр Шатле, Зал Плейель и Зал Гаво в Париже, Королевская Опера в Версале, Берлинский Концертхаус и Опера Земпера в Дрездене, Баден-Баден Фестшпильхаус и Дортмундский Концертхаус, Кливлендский Северанс Холл и Мельбурнский Ресайтл-Центр, Венский Концертхаус и Театр ан дер Вин, Большой зал Московской консерватории, Большой и Малый залы Санкт-Петербургской филармонии, а также в рамках фестивалей в Зальцбурге (Летний Фестиваль и «Неделя Моцарта»), Вербье, Бон, Куинсьена Музикаль в Сан-Себастьяне, Тороэллья, Вратиславия Кантанс во Вроцлаве, Дж. Россини в Пезаро, Мистерия Пасхалия в Кракове, Хобарт Барок в Тасмании и Декабрьские вечера Святослава Рихтера.

## Репертуар
В репертуаре Лежневой — оперные арии и песни на немецком, итальянском, французском и русском языках; сочинения Скарлатти, Вивальди, Баха, Генделя, Моцарта, Шуберта, Беллини, Россини, Массне, Малера, Форе, Берлиоза, Дебюсси, Шарпантье, Гречанинова, Римского-Корсакова, Чайковского, Рахманинова.

## Международная пресса о голосе Лежневой
Юлия Лежнева является одним из немногих музыкантов, достигших такой широкой международной известности в столь юном возрасте («The Independent») благодаря своему голосу ангельской красоты («The New York Times»), обладающему чистейшей интонацией («Opernwelt», «Die Welt») и безупречной техникой («The Guardian»). Норман Лебрехт, описывая дарование певицы, называет её «взлетающей в стратосферу». Анализируя творчество Лежневой, газета The Australian обращает внимание на «редкое сочетание врождённого таланта, обезоруживающей искренности, всеобъемлющего артистизма и изысканной музыкальности…, глубинное единство физической и вокальной экспрессии». Пианист и дирижёр Михаил Шехтман отмечал, что Лежнева «среди барочных певцов, у которых не очень объёмные голоса, поёт барокко душевнее всех, она поёт барокко как бельканто. Например, она поёт песни Беллини, Доницетти или Чайковского и переносит эту манеру на пение медленных арий Вивальди или Генделя».

## Личная жизнь

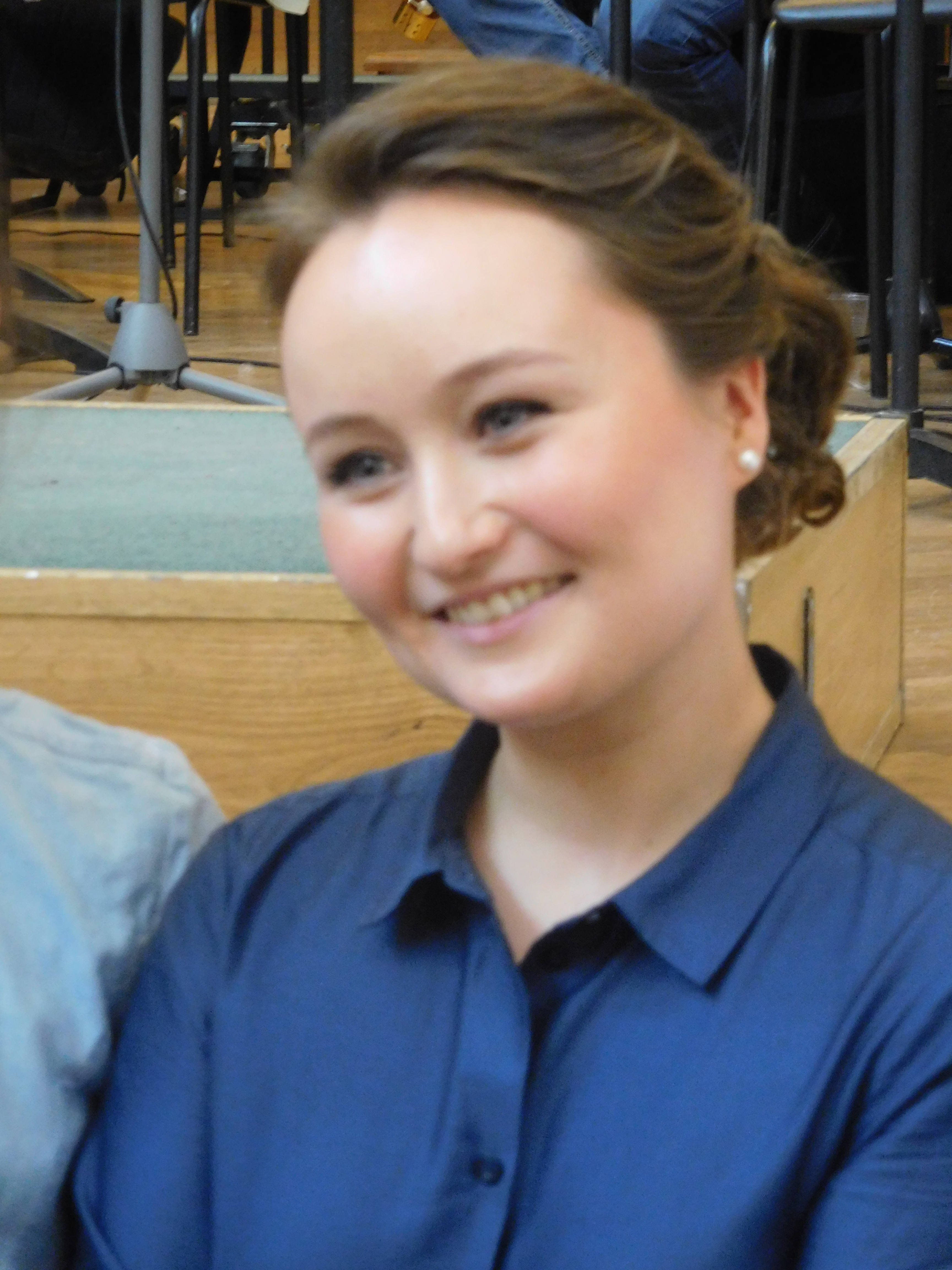
Между репетицией и концертом в неформальной обстановке, 2018

Юлия Лежнева не замужем, значительную часть жизни проводит в Европе.

## Награды и Премии
- 2007 — Лауреат Гран-при VI Международного конкурса вокалистов Елены Образцовой
- 2009 — Лауреат Первой Премии VI Международного конкурса вокалистов имени Мирьям Хелин, Хельсинки, Финляндия
- 2010 — Лауреат Первой Премии I Международного конкурса оперныx певцов, Париж, Франция
- 2011 — 'Молодая певица года' (журнал Opernwelt, Германия) за исполнение партии Пажа в опере Дж. Мейербера 'Гугеноты'
- 2011 — 'Золотой диапазон года' (Франция) — Rossini arias, Naive
- 2011 — 'Альбом Года' радиостанции MDR (Германия) — Rossini arias, Naive
- 2011 — 'Выбор редактора' (журнал Граммофон, Великобритания) за диск Rossini arias, Naive
- 2013 — 'ECHO-Klassik' (Германия) за сольный диск Alleluia, Decca Classics
- 2013 — 'Выбор редактора' (журнал Граммофон, Великобритания) за сольный диск Alleluia, Decca Classics
- 2013 — '10 из 10' (рецензия журнала Luister) за сольный диск Alleluia, Decca Classics
- 2013 — 'Stanley Sadie Handel Recording Prize' (Германия) за диск Alessandro, Decca Classics
- 2013 — 'Золотой диапазон года' (Франция) за диск Alessandro, Decca Classics
- 2013 — 'Muse d’Or' (Франция) за диск Alessandro, Decca Classics
- 2013 — 'Choc de l’Année (Франция) за диск Alessandro, Decca Classics
- 2014 — Премия 'ICMA' за дуэтный диск 'Pergolesi' (С Филиппом Жарусски), ERATO/Warner Classics
- 2014 — Премия имени Роберта Хэлпманна (Австралия)
- 2018 — Премия Opus Klassik (Германия) в номинации «Сольная запись / Вокал года (Opera)» с альбомом арий немецкого композитора XVIII века Карла Генриха Грауна